# (35074) 1989 UF1
(35074) 1989 UF1 es un asteroide perteneciente al cinturón de asteroides descubierto el 25 de octubre de 1989 por Yoshiaki Oshima desde el Observatorio Gekko, Kannami, Japón.

## Designación y nombre
Designado provisionalmente como 1989 UF1.

## Características orbitales
1989 UF1 está situado a una distancia media del Sol de 2,410 ua, pudiendo alejarse hasta 2,928 ua y acercarse hasta 1,893 ua. Su excentricidad es 0,214 y la inclinación orbital 1,797 grados. Emplea 1367,23 días en completar una órbita alrededor del Sol.

## Características físicas
La magnitud absoluta de 1989 UF1 es 14,8. 